# Villemotier
Villemotier település Franciaországban, Ain megyében. Lakosainak száma 607 fő (2022. január 1.). Villemotier Bény, Coligny, Courmangoux, Marboz, Pirajoux, Saint-Étienne-du-Bois, Salavre és Verjon községekkel határos.

## Népesség
A település népessége az elmúlt években az alábbi módon változott:
| Lakosok száma | 403  | 384  | 419  | 533  | 654  | 669  | 656  | 615  | 628  | 607  |
|               | 1968 | 1982 | 1990 | 2006 | 2013 | 2015 | 2017 | 2019 | 2020 | 2022 |